# フィーニ (小惑星)
フィーニ (795 Fini) は、小惑星帯の小惑星である。オーストリアの天文学者ヨハン・パリサがウィーンで発見した。
ドイツ系の女性名「ヨゼフィーネ」の愛称にちなんで命名された。